# Нова+
Нова+ е бивш телевизионен канал, собственост на Нова телевизия. В периода 2004 – 2007 година се използва само и единствено за излъчване на 24-часови предавания във формат реалити телевизия. Каналът е излъчвал първи, втори и трети сезон на предаването Big Brother, първи и втори сезон на VIP Brother, както и първият и единствен сезон на Star Academy. След края на шоу програмите каналът прекратява излъчването си до старта на следващия сезон.
На 12 май 2008 година, Нова+ стартира със собствена програма, включваща популярни чужди риалити продукции. Освен това се излъчват и повторения на български формати като Big Brother, Vip Brother, Пълна промяна, Star Academy и други. Излъчва по 18 часа на ден.
След сключването на сделката за закупуване на Нова Телевизия от шведската компания Modern Times Group каналът бе закрит на 31 декември 2008.

## Предавания
- Big Brother – сезони 1, 2, 3, и 4; VIP Brother – сезони 1 и 2
- Star Academy
- Златната клетка
- Пълна промяна на къщата
- Разобличени
- Ожени се за мен
- Американска принцеса
- Искам да съм Хилтън
- Бедни Богати момичета
- Тайната на Мириам
- Сваляй моето гадже
- Аз съм звезда, измъкнете ме от тук
- Първата любов, втори шанс
- Кухнята на Ада
- Голямото раздаване на Опра